# Mathcad
Mathcad från Parametric Technology Corporation är ett tekniskt beräkningsprogram främst avsett för verifiering, validering, dokumentation och återanvändning av tekniska beräkningar.
Programmet utgavs 1986 på DOS och var först med att införa symbolisk redigering av matematisk notation i kombination med automatiska beräkningar av dessa. I dag innehåller Mathcad en del funktionalitet för algebraiska beräkningar, men är fortfarande fokuserat på användarvänlighet och samtidigt dokumentation av numeriska tekniska tillämpningar. Detta gör det möjligt för ingenjörer att enkelt utföra, dokumentera och dela med sig av beräkningar och design.

## Översikt
Mathcad används av ingenjörer och forskare inom alla tänkbara discipliner - oftast inom områden såsom mekanik, elektricitet och bygg och anläggning. Mathcad är skapat och skrivet av Allen Razdow (på MIT), en av grundarna av Mathsoft. Numera är Mathcad ägt av PTC och det är allmänt vedertaget att det är det första datorprogram som automatiskt beräknar och kontrollerar konsekvensen av enheter i hela beräkningen, såsom det Internationella måttenhetssystemet (SI).
Mathcad är uppbyggt kring ett dokument, där formler och uttryck skapas och ändras i samma grafiska form som de presenteras (WYSIWYG) - i motsats till redigering i kod, en metod som senare antogs av andra system såsom Mathematica och Maple.

## Sammanfattning
Mathcads gränssnitt möjliggör för användare att kombinera en mängd olika element (formler, text och bilder) i form av ett lättförståeligt dokument. Eftersom beräkningar är det viktiga i programmet är matematiken i sig levande och allt räknas dynamiskt om då inparametrar ändras. Detta gör det enkelt att hantera av indata, antaganden och uttryck, med omedelbar visuell och tydlig påverkan på resultatet. Nedan är exempel på Mathcads förmåga, snarare än specifika detaljer om programmets funktionalitet.
- I programmet finns mängder av beräkningsfunktioner inom områden som till exempel statistik, dataanalys, bildbehandling och signalbehandling.
- Automatiskt hantering av enheter i hela dokumentet, vilket förebygger felaktig användning av enheter. Löser ekvationssystem, såsom linjära, icke-linjära, ODE och PDE med hjälp av flera metoder.
- Hitta nollställen till polynom och funktioner.
- Beräkna och manipulera uttryck symboliskt, även inom till exempel ekvationssystem.
- Skapa parametriska 2D- och 3D-diagram liksom diskreta punktdiagram.
- Utnyttjar standardnotation och läsbara matematiska uttryck inom inbyggda programmeringskonstruktioner.
- Utför vektor- och matrisberäkningar, inklusive egenvärden och egenvektorer.
- Utför kurvanpassning och regressionsanalys på experimentella data.
- Innehåller funktioner inom statistikområdet inklusive försöksplanering och anpassade diagram samt beräkning av sannolikhetsfördelningar.
- Importera från och exportera till andra program och filtyper, som till exempel Microsoft Excel.
- Inkludera referenser till andra Mathcad-blad för att återanvända definitioner.

## Aktuella versioner
- Mathcad 15.0 (lanserat i juni 2010) är den senaste versionen av den traditionella produktlinjen. Den delar samma filstruktur och dokumenttyp som föregångaren Mathcad 14.0.
- Mathcad Prime 1.0, (lanserat i januari 2011) avser enligt PTC att leverera en årlig release med uppdaterad funktionalitet. Gränssnittet är mer grafiskt interaktivt, och har antagit Microsofts Fluent User Interface för en uppgiftsbaserad uppdelning av olika delar av arbetet.